# Diethardt Roth

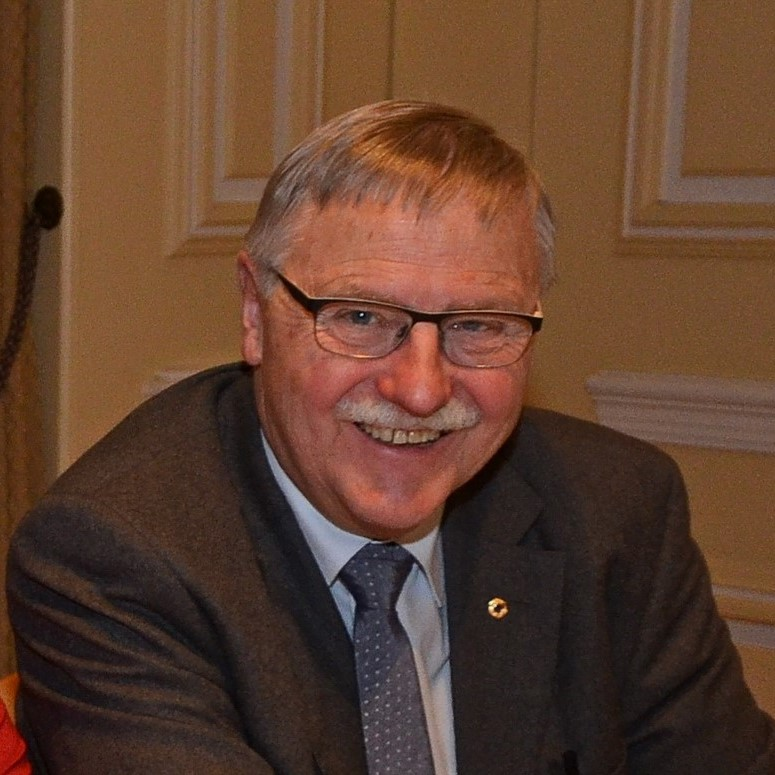
Diethardt Roth (2017)

Diethardt Roth (* 24. Juli 1941 in Leslau an der Weichsel) ist ein emeritierter Bischof der Selbständigen Evangelisch-Lutherischen Kirche (SELK). Er übte das Bischofsamt von 1996 bis 2006 aus.

## Leben
Nach Schulbesuch und Studium der evangelischen Theologie in Oberursel, Heidelberg und Göttingen promovierte er bei Martin Doerne im Fach Praktische Theologie an der Georg-August-Universität Göttingen über Ludwig Ihmels als Prediger.
Während seines Studiums in Heidelberg trat Roth 1962 dem Heidelberger Wingolf bei. Am 1. März 1970 wurde er ordiniert. Von 1969 bis 1996 versah er als Vikar, Pfarrvikar und Pfarrer seinen Dienst in der Christusgemeinde Melsungen (Hessen).
Übergemeindlich war er seit 1985 Superintendent des Kirchenbezirks Hessen-Nord und von 1991 bis 1996 Propst des Sprengels Süd der SELK. Ebenfalls wirkte er sieben Jahre in der Theologischen Kommission, acht Jahre in der Synodalkommission für Rechts- und Verfassungsfragen und sechs Jahre als Obmann der Posaunenarbeit im Sprengel Süd der SELK mit. Einen besonderen Schwerpunkt bildete die Diakonie im In- und Ausland – mit Vorsitz in der diakonischen Einrichtung Gertrudenstift Baunatal (Hessen) und Mitgliedschaft im Kuratorium des Naëmi-Wilke-Stiftes in Guben.
Roth hat sich im Ruhestand langjährig im Verein Humanitäre Hilfe Osteuropa e.V. als erster Vorsitzender engagiert. Er unterrichtete im Oberstufengymnasium Melsungen und ist bis heute Dozent für Kirchenrecht an der Lutherischen Theologischen Hochschule Oberursel. 2018/19 war er als Vorstandsmitglied Teil der Leitung des Evangelisch-Lutherischen Gertrudenstiftes e.V. in Baunatal-Großenritte.
Roth ist seit 1970 verheiratet, aus der Ehe sind drei Töchter hervorgegangen. Im Ruhestand lebt er mit seiner Frau im nordhessischen Melsungen.

## Ehrungen und Auszeichnungen
- 1991 Ehrenbrief des Landes Hessen
- 2009 Martinsmedaille der Evangelischen Kirche von Kurhessen-Waldeck für seinen Religionsunterricht in Melsungen, aus dem 40 Pfarrerinnen und Pfarrer der Evangelischen Kirche von Kurhessen-Waldeck hervorgingen.[4]
- 2013 Verdienstkreuz am Bande der Bundesrepublik Deutschland für seinen Einsatz in der Diakonie.[5]

## Veröffentlichungen (Auswahl)
- Der Prediger Ludwig Ihmels – Dissertation[6]
- Leiten und wachsen lassen in der Liebe – Gedanken zur christlichen Erziehung (= Oberurseler Hefte, 16). Oberursel 1983.
- „Da müssten wir jetzt erstmal definieren, was Humor ist …“, in: Barnbrock, Christoph / Voigt, Hans-Jörg (Hgg.), Lutherisch ist, wenn man trotzdem lacht. Festschrift zum 25. Dienstjubiläum von Kirchenrat Michael Schätzel, 158–167, Norderstedt 2018
- Rolle und Verantwortung der Religionen für die Förderung des Friedens in der Welt, in: Klän, Werner / Schätzel, Michael (Hgg.), Dienst an der Kirche durch Wort und Sakrament. Theologie und Kirche in konfessioneller und ökumenischer Verantwortung. Festschrift für Hans-Jörg Voigt, 410–424, Göttingen 2023